# (20634) Marichardson
(20634) Marichardson (1999 TP94) – planetoida z pasa głównego asteroid okrążająca Słońce w ciągu 3,83 lat w średniej odległości 2,45 j.a. Odkryta 2 października 1999 roku.